# Kvalifikacije za Drugu saveznu ligu 1952.
Očekivalo se da će zadnjih 6 momčadi Druge savezne lige 1951. i 6 pobjednika republičkog prvenstva igrati u kvalifikacijama u prosincu 1951. Dva kluba trebala su izboriti plasman u Drugu saveznu ligu 1952. (koja je smanjenja sa 16 na 12 timova).

## Sudionici
| rang    | Slovenija                       | Hrvatska                                            | Bosna i Hercegovina               | Srbija                           | Crna Gora                           | Makedonija                         |
| ------- | ------------------------------- | --------------------------------------------------- | --------------------------------- | -------------------------------- | ----------------------------------- | ---------------------------------- |
| 2. rang | - Rudar Trbovlje 14. mjesto     | - Zagreb 13. mjesto - Tekstilac Varaždin 15. mjesto | - Željezničar Sarajevo 11. mjesto | - Proleter Zrenjanin 12. mjesto  | - Bokelj Kotor 16. mjesto           |                                    |
| 3. rang | - Korotan Kranj prvak Slovenije | - Šibenik prvak Hrvatske                            | - Borac Banja Luka prvak BiH      | - Sloga Rankovićevo prvak Srbije | - Radnički Ivangrad prvak Crne Gore | - Rabotnik Bitolj prvak Makedonije |

## Rezultati

### Prvi krug kvalifikacija
| Prva momčad       |   | Druga momčad       | 1. utakmica | 2. utakmica | 3. utakmica |
| ----------------- | - | ------------------ | ----------- | ----------- | ----------- |
| Sloga Rankovićevo | – | Proleter Zrenjanin | 5:1         | 0:2         |             |
| Radnički Ivangrad | – | Bokelj Kotor       | 2:1         | 0:3         |             |
| Željezničar       | – | Borac Banja Luka   | 1:1         | 1:1         | 2:3         |
| Korotan Kranj     | – | Rudar Trbovlje     | 0:2         | 1:0         |             |
| Zagreb            | – | Šibenik            | 0:2         | 3:4         |             |
| Rabotnik Bitolj   | – | Tekstilac Varaždin | ?           | ?           |             |

### Drugi krug kvalifikacija
Grupa A
| mj. | klub           | ut. | pob. | ner. | por. | gol+ | gol- | kvoc  | bod |
| --- | -------------- | --- | ---- | ---- | ---- | ---- | ---- | ----- | --- |
| 1.  | Rudar Trbovlje | 4   | 2    | 1    | 1    | 10   | 7    | 1,428 | 5   |
| 2.  | Šibenik        | 4   | 2    | 1    | 1    | 11   | 9    | 1,222 | 5   |
| 3.  | Bokelj Kotor   | 4   | 0    | 2    | 2    | 5    | 10   | 0,500 | 2   |

| Prva momčad    |   | Druga momčad   | 1. ut. | 2. ut. |
| -------------- | - | -------------- | ------ | ------ |
| Rudar Trbovlje | – | Bokelj Kotor   | 3:1    | 1:1    |
| Šibenik        | – | Rudar Trbovlje | 4:2    | 1:4    |
| Šibenik        | – | Bokelj Kotor   | 0:0    | 6:3    |

Grupa B
| mj. | klub              | ut. | pob. | ner. | por. | gol+ | gol- | kvoc  | bod |
| --- | ----------------- | --- | ---- | ---- | ---- | ---- | ---- | ----- | --- |
| 1.  | Sloga Rankovićevo | 4   | 2    | 0    | 2    | 12   | 6    | 2,000 | 4   |
| 2.  | Borac Banja Luka  | 4   | 2    | 0    | 2    | 10   | 8    | 1,250 | 4   |
| 3.  | Rabotnik Bitolj   | 4   | 2    | 0    | 2    | 2    | 10   | 0,200 | 4   |

| Prva momčad       |   | Druga momčad      | 1. ut. | 2. ut. |
| ----------------- | - | ----------------- | ------ | ------ |
| Rabotnik Bitolj   | – | Borac Banja Luka  | 1:0    | 0:5    |
| Rabotnik Bitolj   | – | Sloga Rankovićevo | 1:0    | 0:5    |
| Sloga Rankovićevo | – | Borac Banja Luka  | 5:1    | 2:4    |

## Presude
- Sloga Rankovićevo i Rudar Trbovlje plasirali su se u Jedinstvenu Drugu saveznu ligu 1952.
- Svih ostalih 10 ekipa natjecat će se u 3. rangu 1952.

Naknadno je Nogometni savez Jugoslavije odlučio ukinuti Drugu jedinstvenu ligu i vratiti republičke lige kao 2. rang. Kao rezultat toga, te su kvalifikacije postale potpuno beskorisne.
NK Zagreb izbjegao je ispadanje u 3. rang 1952. zahvaljujući fuziji s prvoligašem Borcem.

## Unutrašnje poveznice
- 2. savezna liga 1951.
- 2. ligaški rang 1952.
- 3. ligaški rang 1951.